# 金凤镇 (重庆市)
金凤镇，是中华人民共和国重庆市九龙坡区下辖的一个乡镇级行政单位。

## 行政区划
金凤镇下辖以下地区：
金凤镇社区、净慈寺村、大盐村、九凤村、海兰村、白鹤村、虎峰村和文昌村。